# Михалис Газес
Миха̀лис Газѐс или Мишел Казес (на гръцки: Μιχάλης Γκαζές) е гръцки политик, депутат, деец на Гръцката комунистическа партия (ГКП).

## Биография
Газес е роден в 1905 година година в Солун в сефарадско еврейско семейство. Работи като печатар и от ранна възраст се присъединява към ГКП. На изборите в септември 1932 година той е избран за депутат от Солун от Единния фронт на земеделските работници от отделната листа на израелската общност.
В юли 1934 година Газес е арестуван по закона Идионимо и изселен в Анафи. След установяването на диктатурата на Метаксас Газес минава в нелегалност и е в основата на нелегалното публикуване на „Ризоспастис“ в Атина. Арестуван е в октомври 1939 година и е затворен в Акронавплия, а по-късно на Корфу в Актина 9. В затвора на Корфу пише подробен доклад за разкриването от полицията на двете нелегални печатници на ГКП в Атина на улица „Михаил Водас“ 227 и в Илиуполи. Този доклад е използван в 1950 година от Никос Захариадис, за да обвини Йоргис Сянтос в предателство. Газес е осъден от Стария Централен комитет на ГКП като доносник, виновен за ареста на Сянтос и Скафидас през ноември 1939 година, един месец след ареста му. Осъждането е публикувано в „Ризоспастис“ на 25 декември 1940 година.
В началото на 1940 година Газес е освободен, след като подписва заявление за сътрудничество. Газес заявява, че е подписал, за да излезе на свобода и за да предпази другарите си. Връща се в Атина, но е посрещнат зле от другарите си и се установява в родния си Солун, където е разстрелян от германците на 30 декември 1942 година, като отмъщение за дейността на съпротивата.